# Миколаївка (Мачухівська сільська громада)
Микола́ївка — село в Україні, у Мачухівській сільській громаді Полтавського району Полтавської області. Населення становить 55 осіб. До 2017 орган місцевого самоврядування — Мачухівська сільська рада.

## Географія
Село Миколаївка знаходиться за 2 км від річки Полузір'я, на відстані 0,5 км від села Кованчик та за 1,5 км від села Васьки. По селу протікає пересихаючий струмок з загатою.

## Історія
12 червня 2020 року, відповідно до розпорядження Кабінету Міністрів України № 721-р «Про визначення адміністративних центрів та затвердження територій територіальних громад Полтавської області», село увійшло до складу Мачухівської сільської громади.
19 липня 2020 року, в результаті адміністративно - територіальної реформи та ліквідації Полтавського району(1925—2020), село увійшло до складу новоутвореного Полтавського району.

## Сьогодення
В селі близько 50 обійсть, приблизно третина з яких - дачні будинки жителів м.Полтава. В селі є маленький ставочок. Під'їзд асфальтований. Торгівля нерозвинена: магазин з часів Союзу закритий і майже зруйнований. Хліб возять і продають з вантажного автомобіля. Одяг і госп. товари іноді привозять заїзджі продавці. Промисловість відсутня. Із господарства залишилися землі. Раніше була ферма, але зараз вона стоїть пустує, зруйнована майже на 70%.